# Liên Hiệp, Hưng Hà
Liên Hiệp là một xã thuộc huyện Hưng Hà, tỉnh Thái Bình, Việt Nam.
Xã có diện tích 3,82 km², có 6 thôn: Nứa, Khuốc, Ngừ, Nại, Chiêm, Bái. Dân số năm 1999 là 4910 người, mật độ dân số đạt 1285 người/km².
Xã hiện nay có khu lăng mộ thái sư triều Trần là Trần Thủ Độ và bà Linh Từ Quốc Mẫu Trần Thị Dung.